# Čína na Zimních olympijských hrách 2002
Čínu na Zimních olympijských hrách v roce 2002 reprezentuje výprava 66 sportovců (21 mužů a 45 žen) ve 7 sportech.

## Medailisté
| Medaile | Jméno                                           | Sport         | Soutěž               |
| ------- | ----------------------------------------------- | ------------- | -------------------- |
| Zlato   | Jang Jang                                       | Short track   | Ženy 500 m           |
| Zlato   | Jang Jang                                       | Short track   | Ženy 1 000 m         |
| Stříbro | Li Ťia-ťün                                      | Short track   | Muži 1 500 m         |
| Stříbro | Jang Jang Wang Čchun-lu Sun Tan-tan             | Short track   | Ženy štafeta 3 000 m |
| Bronz   | Šen Süe Čao Chung-po                            | Krasobruslení | Sportovní dvojice    |
| Bronz   | Jang Jang                                       | Short track   | Ženy 1 000 m         |
| Bronz   | Wang Čchun-lu                                   | Short track   | Ženy 500 m           |
| Bronz   | Li Ťia-ťün An Jü-lung Li Jie Feng Kchaj Kuo Wej | Short track   | Muži štafeta 5 000 m |